# Бишоп (Џорџија)
Бишоп (Џорџија) (енгл. Bishop) град је у америчкој савезној држави Џорџија. По попису становништва из 2010. у њему је живело 224 становника.

## Демографија
Према попису становништва из 2010. у граду је живело 224 становника, што је 78 (53,4%) становника више него 2000. године.
| Група             | 2000.        | 2010.       |
| Белци             | 146 (100,0%) | 203 (90,6%) |
| Афроамериканци    | 0 (0,0%)     | 8 (3,6%)    |
| Азијати           | 0 (0,0%)     | 5 (2,2%)    |
| Хиспаноамериканци | 0 (0,0%)     | 7 (3,1%)    |
| Укупно            | 146          | 224         |